# ファイナル・ロック
ファイナル・ロック（原題：Sacred Cargo）は、1996年のアメリカ合衆国のアクション映画。ビデオ映画として製作され、ロケはサンクトペテルブルクとプラハで敢行された。

## あらすじ
ネオナチの暴徒がロシア正教の寺院で聖職者に暴行を加えたという知らせを聞きつけたアンドリュー神父。彼はロシアへと向かう準備を進めるが空港で元KGBのメンバーに誘拐されてしまう。弟で海兵隊員のヴィンスは兄がさらわれた事を知り、彼もまたロシアへ乗り込むのだった。

## キャスト
- アンドリュー・カネフスキー神父：マーティン・シーン（稲葉実）
- ヴィンス・カネフスキー：クリス・ペン
- スタニスラフ神父：J・T・ウォルシュ（谷口節）
- サーシャ・ロマノフ：アンナ・カリン
- マリーナ：ルイザ・モセンズ
- オレグ：アレクサンドル・ヤツコ
- ウラジミール神父：ジリ・ハナーク
- アレクシス：デビッド・ニクル
- ドヴォルニク：ジャン・ネメヨフスキー（水野龍司）
- ディオニス：ヴァーツラフ・ヘルサス
- レオン：オレグ・カバネッツ
- 官僚：イアン・ファルコナー（伊藤栄次）
- ジーナ：レンカ・リドスコヴァ
- フランク：フラー・ショーン